# Ольговка (Курская область)
О́льговка — село в Кореневском районе Курской области. Административный центр Ольговского сельсовета.

## География
Село находится на берегу реки Крепна (приток Сейма), на расстоянии 19 км от российско-украинской границы, 9 км к востоку от посёлка городского типа Коренево, административного центра района, и 90 км к юго-западу от города Курск, административного центра области.
Климат
Село, как и весь Кореневский район, расположена в поясе умеренно-континентального климата с тёплым летом и относительно тёплой зимой (Dfb в классификации Кёппена).
Часовой пояс
Село Ольговка, как и вся Курская область, находится в часовой зоне МСК (московское время). Смещение применяемого времени относительно UTC составляет +3:00.

## Население
| 2002 | 2010 |
| ---- | ---- |
| 814  | ↘674 |

## Инфраструктура
Личное подсобное хозяйство. В селе 262 дома. Действуют отделение почтовой связи и общеобразовательная школа.

## Транспорт
Село находится в 3 км от автодороги регионального значения 38К-030 (Рыльск — Коренево — Суджа), в 17 км от автодороги 38К-024 (Льгов — Суджа), на автодорогах межмуниципального значения: 38Н-564 (38К-030 — Каучук — 38К-024), 38Н-563 (38К-030 — Журавли подъездом к с. Ольговка) и 38Н-569 (38К-030 — Ольговка), в 6 км от ближайшего ж/д остановочного пункта 367 км (линия 322 км — Льгов I). Остановка общественного транспорта.
В 140 км от аэропорта имени В. Г. Шухова (недалеко от Белгорода).

## Достопримечательности
В селе установлен Памятник односельчанам, погибшим в годы Великой Отечественной войны.

## Известные уроженцы
- Луговской, Алексей Иванович (1932—2005) — советский металлург, Герой Социалистического Труда.